# ドラゴンボールSD
『ドラゴンボールSD』（ドラゴンボールエスディー、DRAGON BALL SD）は、原作・かんしゅう/鳥山明（BIRD STUDIO）、まんが/オオイシナホによる日本の漫画作品。鳥山明の漫画『ドラゴンボール』を原作としている。

## 概要
集英社の月刊漫画雑誌『最強ジャンプ』2010年12月からオールカラー連載。原作のキャラクターをSD化したリメイク作品。ストーリーは原作に沿って展開されているが、一部キャラクターの設定が異なっていたり、原作時では使われていなかった、ニートやおネエやイケメンといった現代の言葉も登場するなどアレンジされているなど一部セリフも変更されている。また、原作に見られたお色気・残酷描写はコンプライアンス対応として一部カットされている。毎回のページ数は20ページに満たないが、原作のシーンが丸まるカットされていたり省略されていたりするため、ハイテンポで話が進んでいる（例えば、天下一武道会は主要キャラクター以外の戦いはほぼダイジェストである）。単行本では、話の間に出番や見せ場をカットされたキャラクターたちがグチをこぼすこともある。3度目の天下一武道会とピッコロ大魔王編はカットされている。時折オリジナルの話やコマが描かれることもある。
最強ジャンプが月刊誌になる前は一話完結型の話を計4度掲載（悟空の修行時代、フリーザとの対決、セルとの対決、魔人ブウとの対決）したが、月刊誌になって以降は原作の悟空の少年期からのストーリーをリメイクした連続型の話となった。時々、悟空の青年期のキャラクターがギャグで出てくることがある。また、成長後も原作よりもコミカル（後述の天津飯の腕のことなど）になっており、原作にはなかったギャグが描かれている。月刊誌になる前の4話は単行本未収録（2022年4月現在）。

## 登場人物
基本設定は原作とほぼ同一となっている。
変身キャラクターは変身前のところにまとめて記述(超サイヤ人 孫悟空などは、孫悟空とまとめて記述)。
孫悟空
原作および本作の主人公。本作では、大人になって心臓病および「ネズミ嫌い」になった理由が、ネズミを口に含んだためと示唆されている。
超サイヤ人 孫悟空
ブルマや亀仙人に「あんたもそのうちきたない大人になる」「男はみんなスケベ」と言われた際に、老界王神にエッチな本で交渉する姿が描かれた。
大猿
原作同様、ピラフのアジトで初登場する。
天下一武道会での変身後、悟空は全裸のままで試合を続け（原作ではアナウンサーから服を着てほしいと言われ、クリリンの道着を借りた）、オオイシはそのことを友人や母親につっこまれたと3巻のおまけページで描いている。
ブルマ
原作初期および本作のヒロイン。本作連載開始時点で原作当時よりも少年誌がコンプライアンスに厳しくなったためか、原作よりお色気描写は控えめ。単行本1巻の話間の空白ページでバニー姿の回を抜かされてグチをこぼしていた。
亀仙人
原作同様、孫悟空の師匠。
原作と違ってかめはめ波を使うタイミングが異なり、筋斗雲を悟空に託した際に襲ってきたピラフ一味の撃退に使用。また悟空やブルマの頼みに際してエッチな要求をすることが減っており、無償でドラゴンボールを渡したり芭蕉扇や潜水艦を貸している。スケベなので筋斗雲に乗れない。単行本1巻では原作でのパフパフのシーンが抜かされてグチをこぼしていた。
ジャッキー・チュン
原作同様、亀仙人の変装。悟空とクリリンに「広い世界には上には上がいる」ことを教えるため天下一武道会に参加した。原作同様飛び蹴りで勝利するが、勝因である足の長さの差について「SDだと変わらない気がするがそういうことにしておこう」とつぶやいていた。
ピラフ、シュウ、マイ
ドラゴンボールで世界征服を企む3人組の小悪党。原作よりも少し早く登場するが、亀仙人と孫悟空に倒される。
ウーロン
原作同様、変身能力を持つブタ。女性を誘拐しようとしていた（今作では悟空たちが守った娘以前にはさらっていない模様）。大猿化した孫悟空に対して、「ベジタブル星のヤサイ人という宇宙人」という予想をしている。
ザーボン
ウーロンがイケメンを想像して変身した姿。女装した悟空の立小便を見て怪物形態になる。
なお、原作でウーロンが化けた紳士姿の方は「この渋さ今の若い子にはわからないかな」と単行本1巻の話間の空白ページでぼやいていた。
栽培マン
ウーロンが「ヤムチャを倒せる存在」を想像して変身した姿。ヤムチャはその姿を見ただけで倒れてしまう。
チチ
原作よりも早く孫悟空たちと出会い、一時的に旅に同行する。原作ではウーロンが持っていたワゴン車型のカプセルを持っていて、ブルマと一緒に入浴するシーンもある。原作同様、股を蹴られて悟空との結婚を決意するが、悟空にニートにだけはならないでとお願いする。
ヤムチャ
原作同様、盗賊だが、悟空たちを襲う理由はピラフ一味に雇われたためとなっている。レッドリボン軍の本部に乗り込む際、ウーロンとブリーフ博士に「もうついていけないんじゃないのか？」「置いていった方がいい」とボロクソに言われて「まだついていけるわ！」と返した。その他にも、原作にはないギャグ場面が何度かある。
プーアル
原作同様、変身能力を持つネコ。原作と異なり、ウーロンとは昔からの知り合いではなく、荒野で初対面である。
クリリン
原作同様、孫悟空の修行仲間で、親友。原作とは異なり、多林寺を出たという設定はなく、天下一武道会予選で多林寺の先輩と再会するシーンもなかった。ピッコロ大魔王編がカットされたため、死ぬ回数は原作より少なくなっている。ただし、フリーザ編では原作通り二度めの死となっており原作に合わせてある。
仏滅ギャル
亀仙人のピチピチギャルを連れてこいという要求でオトコスキーの次に孫悟空が連れてきた。「胸に尻があるやつがいいんだな？」と悟空が勘違いした。
ランチ
原作同様、くしゃみをすると性格が変わる。そのことに対しクリリンは「伝説の超地球人では?」と聞いていた。
兎人参化
ウサギ団の親分。本編は出番なし。単行本2巻の話間の空白ページにて、ジャッキー・チュンに月が破壊されたことを知り呆然としていた。
ブリーフ博士、パンチー
ブルマの両親。悟空は2人の名前から「ブルマに子供ができたら「ふんどし」になるのか」と考えていた。パンチーは単行本2巻の話の間で「『銀河パトロール ジャコ』にも出演しているのよ」と宣伝している。
なお、ブルマの母の名前は原作では設定されておらず、原作者の鳥山の「名付けるならパンチーにしただろう」という発言を本作で採用した形になる。
天津飯
原作とほぼ同じ扱い。サイヤ人編では、コンプライアンス対応として腕がなくなる場面ではギャグになっている。
餃子
原作とほぼ同じ扱いだが、クリリンにはかめはめ波で倒されている。ピッコロ大魔王片がカットされているため原作より死亡する回数は少ないが、サイヤ人編では原作通り二度めの死となっており原作に合わせてある。

### 第21回天下一武道会編のキャラクター
ナム
天下一武道会出場者。アナウンサーから「カレー王子」と呼ばれていた。悟空との対戦はページの都合でダイジェストにされ出番はほとんどなし。その扱いについて話したところ、アナウンサーからは「チャパ王として次の武道会にまた参加できる」と言われていた。
ギラン
天下一武道会出場者。悟空との対戦はページの都合でダイジェストにされ出番はほとんどなし（原作ではこの試合中だった悟空のしっぽ再生は、予選直前に繰り上げ）。オマケ漫画ではギランによく似た生物（シンバル）が孫悟空に焼かれ食べられていた。

### レッドリボン軍編のキャラクター
『ドクタースランプ』のキャラクターはカット(省略)されている。
レッド総帥
レッドリボン軍の総帥。原作とほぼ同様の扱い。
ブラック補佐
レッドリボン軍の一員でレッド総帥の補佐。原作とほぼ同様の扱い。
シルバー大佐
レッドリボン軍の一員。本作ではホワイト将軍と同じ地区を管轄、兵士2名と共に食料を奪いにスノの家に来て悟空と遭遇。筋斗雲を砲撃する場面はなく、悟空は武闘会後に直接ジングル村へ飛び筋斗雲が凍って墜落した。原作とは異なりドラゴンボールを手に入れてる。このためレッドリボンが2個持っていて悟空が人造人間8号からもらった二星球が悟空が手に入れた一個目のドラゴンボールとなったがその後桃白白を倒した際には原作通り悟空が4個レッドリボンがバイオレット大佐が持ち帰ったのを含めた2個になっている。
ホワイト将軍
レッドリボン軍の一員。原作とほぼ同様の扱い。
ムラサキ曹長
レッドリボン軍の一員。原作とほぼ同様の扱い。五つ子であることが判明した時にギニュー特戦隊のポーズをとる。
人造人間8号
レッドリボン軍の人造人間。原作同様悟空をサポートした。「ハッチャン」というあだ名に対し「18号がいればジュウハッチャンになるな」と笑っており、18号からツッコまれていた。
ブヨン
マッスルタワーの5階に住む怪獣。本編では出番なし。単行本2巻の話間の空白ページでは5階を素通りされて愕然としていた。
ブルー将軍
レッドリボン軍の一員。原作とほぼ同様の扱い。ブルマが“オカマ”呼ばわりした際、クリリンが「最近では“おねえ”と言うらしい」と横からささやいた(本作連載時点では“オカマ”は差別用語とされる場合が多いため)。また、奪ったドラゴンレーダーはブルマが海底の洞窟を脱出する際に落としたものを拾っている（今作ではペンギン村行きの展開は削除）。
イエロー大佐
原作通り悟空と戦い飛行機ごと撃ち落とされるが、本作では生存していて、天下一武道会に向け修行中の悟空とヤッホイにて再戦する。敗北後、レッドリボン軍が壊滅したことを知り改心し、ヤッホイ住民からも破壊行為の償いをする条件で受け入れられる。旅立つ悟空に自分の毛皮で作った服を与える。毛を刈った皮膚は人間の体のようになっている。
桃白白
レッドリボン軍に雇われた殺し屋。原作とほぼ同様の扱い。ブラック補佐からは可愛い名前だと思われた。
ウパ、ボラ
聖地カリンに住む。成長後、目が変化していることをボラにツッコまれていた。

### 占いババの館編のキャラクター
占いババ、オバケ
ほぼ原作通りの登場。
ドラキュラマン、スケさん、ミイラくん
占いババの戦士。ほぼ原作通りの登場（スケさんとの戦闘だけ誌面の対象年齢の都合上カットされている）。
アックマン
占いババの戦士として原作通り登場。なお、同時にもう一人のアックマンも登場。
孫悟飯
占いババの戦士として原作通りあの世から登場。なお、同時にもう一人の孫悟飯も登場。

### 第22回天下一武道会編のキャラクター
男狼
ジャッキー・チュンの1回戦の対戦相手。原作とほぼ同じ扱い。
パンプット
孫悟空の1回戦の対戦相手。丸々カットされた(試合開始と同時に終了)。
チャパ王
孫悟空の予選での対戦相手。本作では、パンプットやミスターサタンと同じ髪型のことをたびたびネタに使われている。
鶴仙人
原作とほぼ同じ扱い。ただし、天津飯と揉めて絶縁になる場面はカットされているが、気功砲の回では登場していない。また、3回目の天下一武道会が丸々カットされているため、行方は不明である。

### ピッコロ大魔王編のキャラクター
丸々カットされた(ピッコロ大魔王が不慮の事故で倒された)ため、ヤジロベー、神様、ミスター・ポポはサイヤ人編が初登場。
ピッコロ大魔王、ピアノ
原作とは異なり、天下一武道会へ飛行船で向かう。しかし、悟空と衝突して腹部に穴が開き、卵を吐き出して爆発した。
ヤジロベー
登場後は原作とほぼ同様の扱い。また、悟空とも顔見知りである設定も変わらない。ただし、クリリンとはカメハウスで会った時は台詞が異なっていた。
地球の神（神様）
登場後は原作とほぼ同様の扱い。
ミスター・ポポ
登場後は原作とほぼ同様の扱い。

### 第23回天下一武道会編のキャラクター
丸々カットされた(ピッコロ大魔王が不慮の事故で倒された)ため、ピッコロはサイヤ人編が初登場。帯の色は青色だったが、人造人間編から赤色の物に変わった（ただし一部の場面で青色で描かれている）。
ピッコロ
ピッコロ大魔王の分身であり息子。

### サイヤ人編のキャラクター
原作とは異なり、ピッコロ大魔王編や第23回天下一武道会編がカットされている。なお、ベジータ、ラディッツ、孫悟飯、ナッパは少年期にも登場している。
ベジータ
第1話では、ブルマが孫悟空にドラゴンボールで「ステキな恋人」「赤い糸で結ばれた運命の人」を出してもらうことを語った際、ウワサをされたことでくしゃみをする形で登場。ラディッツとナッパも一緒に登場している。
第12話では、亀仙人の「上には上がいる」というセリフで、フリーザやセル、ミスター・サタンとともに登場。また、第10話の冒頭部分では孫悟飯やトランクス、孫悟天とともに登場している。
ラディッツ
次の天下一武道会へ向けて悟空がしっぽの修行中に、同じくしっぽを鍛えるため、ベジータとともに地球にやってきた。悟空の髪形が父親（バーダック）に似ていることに気付くが、原住民と思っていたため、カカロットとは気付かなかった。悟空・ラディッツともにしっぽを鍛え上げるが、ベジータとラディッツは帰還中、ラディッツが寝ぼけて宇宙船を破壊したため、その前後の記憶を失ってしまう。なお、悟空は少年期にラディッツとベジータに会ったことを成長後には覚えていなかった。
数か月後、カカロットを仲間に引き入れるべく再び地球に向かうも、今度はピッコロ大魔王が吐き出した卵が宇宙船に衝突し、宇宙船の軌道がずれて数年間宇宙をさまようことになる。その後の扱いは原作とほぼ同様。
孫悟飯
第10話の冒頭部分に子供の姿で登場。占いババの戦士として孫悟空の育ての親の孫悟飯が登場した際も、どこからか登場した。
また、トランクスが行った未来（ブウ編の頃）では高校生として登場。トランクスとともに野球をすることとなる。
ナッパ
原作とほぼ同様の扱い。自身のことをイケメンと称したり、口内炎を気にしていたりと、若干美意識が高くなっている。
北の界王
原作とほぼ同様の扱い。
栽培マン
ヤムチャや天津飯と対決した後、原作と違って、クリリンの攻撃で全滅する。

### フリーザ編(ナメック星編)のキャラクター
フリーザ
悟空の少年期から登場し、ベジータとラディッツがしっぽを鍛えるために行っていた星（地球）に、資源価値があるのかとスパイメカを送り込むが、いきなりイエロー大佐と全裸で戦う悟空という汚らわしい映像が出て、資源もあまりないと判明したため放置される。
アプール
フリーザの補佐的な役割で登場。
ムーリ
立ち回りはほぼ原作と同じたが、フリーザがドラゴンボールを手に入れるため子供を殺害しようとする発言した際には「きさまら子どもまで･･････!!コンプライアンス問題で最強ジャンプが炎上しても知らんぞ･･･!?」と発言していた。
ネイル
立ち回りはほぼ原作と同じたが、ピッコロに同化を申し出たところ、ピッコロは「変なポーズできさまと合体などしたくはない･･･!!」っとフュージョンと勘違いしたため「それはもう少し先の話だ･･･」っとピッコロに対してツッコんでいた。
ピッコロとネイルが合体したフュージョン戦士
本編は出番なし。単行本8巻の話間の空白ページにて登場。自身の名前については「ピッイル･･･もしくはネイコロってとこかな･･･」と発言していた。また見た目が変わってないため「服装しか変わってない!!!」っとツッコまれていた。
ターレス
フリーザがバーダックを回想するシーンで他のサイヤ人を思い浮かべる時に登場。単行本9巻の話間の空白ページでは「そろそろオレが主役の新映画が来るかな･･･？」と胸中で発言していた。

### 人造人間編(セル編)のキャラクター
ドクター・ゲロ
レッドリボン軍の科学者。原作と違いマッスルタワー時点で存在が明かされ、8号の失敗について「今度はイケメンとピチピチギャルの完璧な人造人間を作る」と発言したが、それを聞いたホワイトからは「また失敗しそうな気がする」と言われていた。
単行本2巻のおまけ漫画では人造人間の素体として少女を勧誘していたところ、現れた悟空に人造人間9号をけしかけているが、あっさり撃破され改心したように見せかけた。しかしそれからますます打倒孫悟空の意志を強めていたため、結局未来は変わらず。
トランクス
ブルマの子の名前を想像した悟空に対し、苦笑を浮かべる姿が描かれて登場。また、クリリンがネズミを口の中に入れていた悟空に「病気になっても知らないぞ」と発言した際、ウイルス性の心臓病で死ぬことを伝える場面が描かれている。
単行本2巻のおまけ漫画では「もっと過去に飛んでゲロを倒せばもっといい未来になったのでは？」というブルマの提案を受け過去に飛ぶが、悟空にあっさり倒され改心したように見せたゲロを見て「オレが来た意味はなかったが、ゲロが改心したなら倒す必要もない」とそのまま帰った。その後も、様々な時代（セル編以降の未来にも）行っている。
単行本4巻のおまけ漫画ではブウ編終了後の天下一武道会に出場しているトランクス（別の時代のトランクス）を気絶させ乱入するが、パンによりパワーインフレを思い知らされる結果となっている。
人造人間18号
8号を倒されたゲロが「ピチピチギャルの人造人間」として挙げた際に登場。さらにその後8号にツッコミを入れている。
単行本2巻のおまけ漫画ではゲロに勧誘されている彼女らしき少女が登場。ペロリンキャンディーに釣られて危うくゲロに付いていきそうになるが、悟空に助けられる。ゲロ撃破後「大丈夫だった？」と声をかけたクリリンにキスをして去っていったが、人造人間17号によるとタコが好きなだけらしい。

### ブウ編以降のキャラクター
少年期以降のキャラクター。また、ドクター・ゲロはレッドリボン軍関係者に記述。
オトコスキー
原作の終盤に登場するキャラクターだが、亀仙人のピチピチギャルを連れてこいという要求で孫悟空が最初に連れて来た。「しゃべり方が女っぽい」と悟空が勘違いした。筋斗雲に乗れる。身体はオッサンでも心は乙女らしい。

### 他作品のキャラクター
鳥山明の別の漫画作品のキャラクター。
アックマン
『GO!GO!ACKMAN』のキャラクター（主人公）。占いババの戦士のアックマンが呼ばれた際、横で「オレじゃないのか」と言っていた。
ネコマジン
『ネコマジン』のキャラクター。悟空がネズミを口の中に入れて不快な味を示し、「大人になったらネズミ嫌いになるかも」と言った際に本編のラストシーンが描かれて登場。また、カリン様との修行の際、カリン様に汚い手を使わなかった悟空をほめながらも「大人になったらどうなるかわからない」と『ネコマジン』での一戦をカリン様が思い浮かべている。
ジャコ
5巻おまけ漫画でトランクスが来た時代に登場。

## 書誌情報
- 鳥山明（原作・監修）、オオイシナホ（漫画） 『ドラゴンボールSD』[3] 集英社〈ジャンプ・コミックス〉、既刊11巻（2025年2月4日現在）
  1. 「ブルマと悟空とドラゴンボール 」 2013年4月4日発売[4]、ISBN 978-4-08-870648-1
  2. 「天下一武道会大騒然!!!」 2014年4月4日発売[5]、ISBN 978-4-08-880020-2
  3. 「対決!!レッドリボン軍!!!」 2014年12月4日発売[6]、ISBN 978-4-08-880236-7
  4. 「キツネ面の男」 2016年2月4日発売[7]、ISBN 978-4-08-880612-9
  5. 「戦士たちの死闘!!!」 2018年2月2日発売[8]、ISBN 978-4-08-881446-9
  6. 「天下分け目の超決戦!!」 2019年6月4日発売[9]、ISBN 978-4-08-882003-3
  7. 「出発！ナメック星」 2021年2月4日発売[10]、ISBN 978-4-08-882519-9
  8. 「VSギニュー特戦隊!!!」 2022年4月4日発売[11]、ISBN 978-4-08-883114-5
  9. 「大変身!!!伝説の超サイヤ人」 2023年3月3日発売[12]、ISBN 978-4-08-883490-0
  10. 「謎多き少年」 2024年4月4日発売[13]、ISBN 978-4-08-883767-3
  11. 「悟空の異変」 2025年2月4日発売[14]、ISBN 978-4-08-884362-9